# Rhapsody (programutvecklingsverktyg)
IBM Rational Rhapsody är ett verktyg för modellbaserad analys, design och utveckling av programvara för realtidssystem och inbyggda system. Verktyget utnyttjar standardiserade språk som UML, SysML, AUTOSAR, DoDAF, MODAF och UPDM.

## Utgåvor
- Rhapsody Architect for Software
- Rhapsody Architect for Systems Engineers
- Rhapsody Design Manager
- Rhapsody Designer for Systems Engineers
- Rhapsody Developer

## Historik
Telelogic köpte I-Logix 2006, och fick därmed tillgång till Rhapsody. År 2008 köptes Telelogic i sin tur av IBM, som nu alltså äger Rhapsody.